# Kilian Mayer
Kilian Mayer († um 1513) war ein führendes Mitglied der Bundschuh-Bewegung in Lehen.
Kilian Mayer war ein Bauer aus Lehen. Als der Anführer der Bundschuh-Bewegung Joß Fritz um 1512 in Lehen eintraf und begann, die Bundschuh-Bewegung vor Ort aufzubauen, war Kilian Mayer einer seiner ersten Anhänger. Er wirkte in dörflichen Versammlungen auf der Hartmatte mit. Nachdem die Nachricht vom Verrat des für den unmittelbar folgenden Zeitraum geplanten Aufstands nach Lehen gekommen war, initiierte Mayer am 6. Oktober 1513 ein Treffen der Bundschuh-Anhänger in Abwesenheit Joß’ Fritz. Da die Stimmung zuungunsten einer Erhebung ausfiel, ließ Mayer die Anwesenden lediglich schwören, nichts über die Bewegung zu verraten. Bald darauf floh er mit einigen Mitverschwörern nach Baden und von dort ins schweizerische Seewen, wo sich auch Joß Fritz aufhielt. Auf der Reise nach Zürich wurde er von Bewaffneten der Stadt Basel aufgegriffen. Er wurde der Folter unterzogen und zum Tode verurteilt. Auf sein Bitten wurde die Hinrichtung jedoch mit einem Schwert statt einer Axt vorgenommen.